# Kosaku Masuda
Kosaku Masuda (Saitama, 30 april 1976) is een voormalig Japans voetballer.

## Carrière
Kosaku Masuda speelde tussen 1998 en 2004 voor Verdy Kawasaki en Yokohama FC.